# Arsenal militaire maritime de La Spezia
L'arsenal maritime militaire de La Spezia (en italien : Arsenale militare marittimo della Spezia) est, avec ceux d'Augusta et de Tarente, l'un des trois arsenaux encore actifs de la Marina Militare (marine militaire italienne).
L'arsenal est situé dans la zone centre-ouest du golfe de La Spezia, à proximité immédiate du centre historique de la ville de La Spezia.

## Histoire

### Construction
Après un premier arsenal construit dans la ville au XVe siècle pour les galères de la famille Sforza, c'est Napoléon Bonaparte qui a reconsidéré la possibilité de construire un arsenal moderne dans le golfe de La Spezia. Le projet a été confié à l'architecte génois Andrea Tagliafichi. L'exécution du projet, qui prévoyait sa construction dans la baie de Varignano, n'a jamais commencé, même si en 1812, la route dite napoléonienne a été construite pour la relier à la ville.
Le travail de Tagliafichi est amplement attesté dans les Mémoires sur le golfe de La Spezia rédigées par le préfet Chabrol de Volvic : il avait l'intention de construire une ville-arsenal de 12 000 habitants, sur la base du schéma idéal de la ville néoclassique.
L'idée de l'arsenal est reprise en 1857 par Camillo Cavour, alors président du Conseil et ministre de la Marine, qui trouve les fonds nécessaires et confie à Domenico Chiodo, officier du Génie militaire, la construction de la nouvelle base navale italienne.
Les travaux ont commencé en 1862 et se sont achevés le 28 août 1869, lorsque le général Domenico Chiodo a officiellement inauguré l'installation encore inachevée et a commencé à inonder les nouveaux docks. Un système de forts a alors été construit pour protéger l'Arsenal et la base navale.

### Seconde Guerre mondiale
Pendant la Seconde Guerre mondiale, en raison de son importance stratégique, l'arsenal a été fortement bombardé et presque entièrement détruit, mais grâce à des travaux de rénovation rapides, il a pu être remis en service après la guerre.
C'était le siège, entre autres, du IIe escadron et de la Xe flottille MAS.

### Aujourd'hui

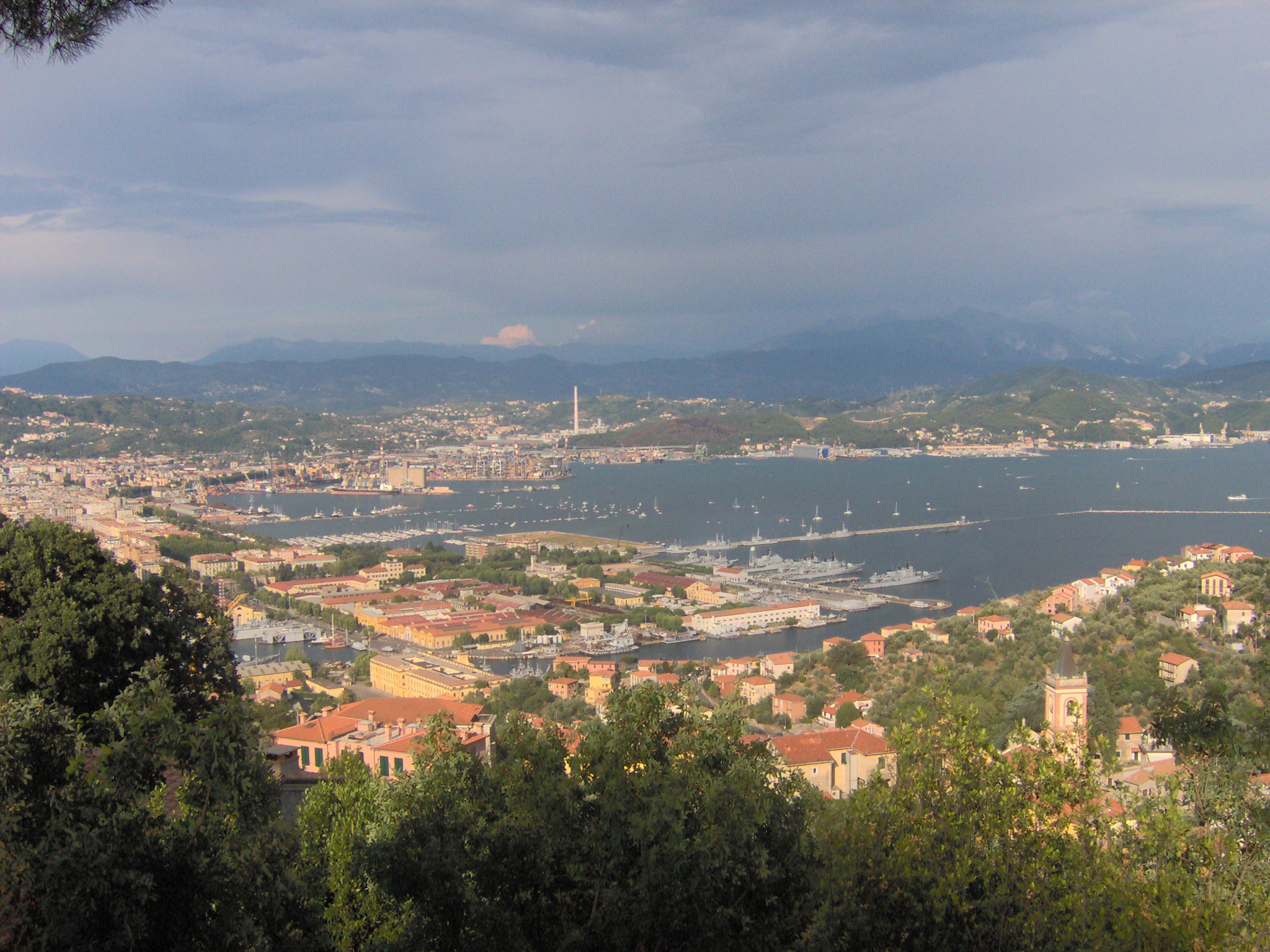
Vue sur le golfe ; au premier plan l'arsenal.

Après la guerre et pendant toute la période de la guerre froide, l'arsenal a été le quartier général de la 1re division navale.
Actuellement, l'arsenal emploie environ 1 000 civils et 2 000 militaires. Elle couvre une superficie de près de 85 hectares et compte environ 13 kilomètres de routes.
La structure est toujours basée sur la conception originale du XIXe siècle. L'évolution de l'utilisation guerrière de l'aviation a conduit à l'extension de l'arsenal de La Spezia, trop exposé aux attaques aériennes précisément parce qu'il a été conçu sans cette composante stratégique actuelle.
La chute du mur de Berlin et la fin de la menace soviétique ont modifié les besoins de défense, déplaçant l'intérêt vers le sud, vers la Méditerranée. Cela a conduit à une perte d'importance notable de la base de La Spezia au profit de celles de Tarente et d'Augusta. Les seules unités d'escadron qui restent à La Spezia sont les frégates Maestrale du 2e escadron avec le Vesuvio de la classe Stromboli, les chasseurs de mines de la classe Lerici de la Force de lutte contre les mines (Forze contromisure mine) et l'unité de soutien polyvalente Elettra.
Une autre difficulté de l'arsenal est l'impossibilité de maintenir une intimité adéquate : l'intérieur de l'arsenal est parfaitement visible depuis les maisons adjacentes à son périmètre et depuis les montagnes de la partie occidentale du golfe, bien que la technologie moderne ait rendu ces mesures de sécurité obsolètes. Pour ces raisons, ainsi que pour la fermeture du centre de formation des recrues après la fin du service militaire obligatoire, les activités et le personnel sont actuellement réduits, et la possibilité de transférer de nombreuses grandes surfaces inutilisées est examinée.
À côté de l'entrée principale de l'arsenal se trouve le Musée technique naval, régulièrement ouvert au public. Le musée, créé dans le but de maintenir les traditions de la navigation, comprend plus de 150 modèles de navires et de bateaux, environ 2 500 médailles, 6 500 reliques et 2 000 documents, ainsi que 5 000 volumes techniques et historiques.

## Relation avec la ville

### Questions environnementales
En 2004, une enquête a été ouverte sur la présence d'un déversement illégal de substances toxiques (notamment des isolants en amiante, des accumulateurs contenant du plomb, du cadmium et de l'uranium appauvri) dans la zone de l'arsenal appelée campo in ferro, en mer et à proximité des habitations. Comme il s'agit d'une zone militaire, l'accès et les inspections sont réservés aux membres du Parlement. Cependant, il existe un risque que la poussière d'amiante, qui est très légère et volatile, soit libérée dans la population locale. Une partie des déchets mis en décharge a été retirée. Actuellement, la zone est recouverte de bâche plastique. Il est probable que les déchets occupent des niveaux plus bas que la surface de la mer.
Selon certaines analyses de l'Arpal (Agenzia Regionale per la Protezione dell'Ambiente Ligure ou Agence régionale pour la protection de l'environnement de la Ligurie), les hydrocarbures, le zinc, le mercure et les métaux lourds se déposent sur le fond marin du canal de Lagora tout proche. La nouvelle peut être pertinente dans le contexte d'une zone soupçonnée d'abriter de nombreuses substances toxiques.
Par le passé, des risques ont également été liés au transit et à l'arrimage de sous-marins nucléaires. Le plan d'urgence en cas d'accident n'a jamais été communiqué aux autorités civiles et à la population. Dans au moins un cas, la presse locale a attiré l'attention sur un possible accident impliquant un sous-marin américain amarré au brise-lames, mais aucune confirmation officielle n'a été fournie.

### Problèmes socio-économiques
L'arsenal occupait la zone d'expansion future de la ville, l'obligeant à se développer vers l'est, une zone à reconquérir. Les principaux dommages causés par l'arrivée de l'arsenal ont été subis par les villes de la partie occidentale du golfe de La Spezia :
- Fabiano s'est retrouvé sans possibilité d'atteindre la mer et sans le monastère de San Francesco il Grande : à l'heure actuelle, les anciens bâtiments monastiques sont le siège d'un quartier général des carabiniers et l'église adjacente est entourée d'un parc à ferraille.
- A Marola fut détruit le village voisin de San Vito, l'église (reconstruite alors aux frais des habitants dans un autre lieu), le cimetière (reconstruit dans la localité Acquasanta) et fut privé de tout accès à la mer. Actuellement, la zone des docks devant le village n'est pas utilisée militairement, mais envahie par des ronces, des épaves, des véhicules inutilisables, des entrepôts délabrés, des bateaux inutilisés d'autres corps (Carabiniers, etc.) et des navires en désuétude contenant de l'amiante pour l'isolation des tuyaux qui les traversent (Carabinieri, Alpine, Ardito, Audace etc.) La promenade, qui reliait le pays à La Spezia, a été démolie, la déconnectant de la ville.
- Cadimare s'est retrouvé avec un accès très limité à la mer.

Ce sont des changements qui ont conduit à la perte de la perception et de la localisation historique et sociale des lieux et des événements qui y sont liés. Ces limitations physiques ont retardé, ou dans certains cas empêché, le développement économique des villages dont la mer est le prolongement naturel : en particulier aujourd'hui avec le virage touristique des activités de la ville, cet obstacle est fortement ressenti, visible et aggravé.
Enfin, pendant les travaux, on a trouvé des vestiges romains et du début du Moyen Âge qui ont été presque totalement détruits. Actuellement, le passé romain de la région est pratiquement inconnu du public.